# Cratere Bulhar
Bulhar  è un cratere sulla superficie di Marte.